# Marcilly-sur-Tille
Marcilly-sur-Tille è un comune francese di 1 567 abitanti situato nel dipartimento della Côte-d'Or nella regione della Borgogna-Franca Contea.
Nonostante il nome, Marcilly-sur-Tille non si trova sulle rive del fiume Tille.

## Società

### Evoluzione demografica
Abitanti censiti